# 上小鴨駅
上小鴨駅（かみおがもえき）は、かつて鳥取県倉吉市上古川にあった、日本国有鉄道（国鉄）倉吉線の駅（廃駅）である。倉吉線の廃線に伴い、1985年（昭和60年）4月1日に廃駅となった。

## 歴史
- 1941年（昭和16年）5月17日：倉吉線の倉吉駅（後の打吹駅） - 関金駅間延伸時に、一般駅として開業[1]。
- 1961年（昭和36年）
  - 9月23日：貨物の取り扱いを廃止[1]。
  - 11月1日：業務委託駅となる[2]。
- 1984年（昭和59年）2月1日：荷物の取り扱いを廃止し[1]、無人駅化。
- 1985年（昭和60年）4月1日：倉吉線の全線廃止に伴い、廃駅となる[1]。

## 駅構造
廃止時点で、1面1線の単式ホームのみを有する地上駅であった。

## 駅周辺
- 倉吉上小鴨郵便局
- 国道313号
- 日交バス「上古川」停留所

## 跡地
駅舎は完全に撤去され、駅跡の敷地は公園（ロードステーションかみおがも）とトイレに整備された。なお、同施設は西倉吉駅跡から続く遊歩道「花と緑のふれあいロード」（鳥取県道501号倉吉東郷自転車道線）の終着地点（ロードステーションかみおがも）を兼ねている。

## 隣の駅
日本国有鉄道
倉吉線
小鴨駅 - 上小鴨駅 - 関金駅